# Северный (Арктический) федеральный университет
Се́верный (Аркти́ческий) федера́льный университе́т имени М. В. Ломоносова (Федеральное государственное автономное образовательное учреждение высшего образования (ФГАОУ ВО)) — высшее учебное заведение в Архангельске, один из федеральных университетов России. Создан в 2010 году путём объединения Архангельского государственного технического университета, Поморского государственного университета имени М. В. Ломоносова, Архангельского лесотехнического колледжа Императора Петра I и Северодвинского технического колледжа.

## История
Федеральный университет, созданный на базе Архангельского государственного технического университета по указу Президента РФ Дмитрия Медведева. Официальная дата регистрации — 8 июня 2010 года. Университет является крупнейшим научно-образовательным центром на северо-западе России, входит в Евразийскую ассоциацию университетов и Ассоциацию ведущих вузов России. Миссия САФУ как федерального университета напрямую связана с реализацией Арктической стратегии Российской Федерации и созданием инновационной и кадровой базы для развития Севера и Арктики.
Университет создан на базе Архангельского государственного технического университета.
С 12 июля 2011 года в состав университета включены государственные высшие и средние специальные учебные заведения: Поморский государственный университет имени М. В. Ломоносова, Архангельский государственный технический университет, Архангельский лесотехнический колледж Императора Петра I и Северодвинский технический колледж. Также Северный (Арктический) федеральный университет переименован в Северный (Арктический) федеральный университет имени М. В. Ломоносова.
31 октября 2012 года распоряжением премьер-министра РФ Дмитрия Медведева Архангельский филиал Финансового университета при Правительстве Российской Федерации (бывший Архангельский филиал Всероссийского заочного финансово-экономического института) был ликвидирован и включён в состав Северного (Арктического) федерального университета. На базе филиала создано отдельное структурное подразделение САФУ — заочный финансово-экономический институт. В 2014 году этот институт объединили с Институтом экономики и управления.  После объединения Высшей школы управления и права с Юридическим институтом в 2016 году, структурное подразделение стало именоваться «Высшая школа экономики, управления и права».
11 февраля 2021 года приказом Министерства науки и высшего образования Российской Федерации № 90 в состав САФУ вошёл Архангельский морской рыбопромышленный колледж ФГБОУ ВО «МГТУ» как «Высшая школа рыболовства и морских технологий».
Пост ректора университета с  2010 по 2024 год занимала — профессор, доктор философских наук Елена Владимировна Кудряшова, после чего ее сменил Марьяндышев Павел Андреевич.

## Кампус
Университетский кампус в Архангельске насчитывает более 30 зданий разной площади и этажности. Высшие школы имеют собственные здания, некоторые учебные подразделения расположены в главном корпусе, кроме того, в кампус входят лесотехнический колледж, мастерские, спорткомплекс «Буревестник», Центр коллективного пользования научным оборудованием «Арктика», детский сад и профилакторий для студентов. САФУ принадлежит 14 многоэтажных общежитий.
В 2022 году также было объявлено, что в Архангельске построят кампус университетов САФУ и СГМУ, под названием: "Арктическая звезда". 
Площадь кампуса составит 128 тысяч квадратных метров и будет включать в себя  общежития, гостиницу, торговые площади, ФОК, лаборатории, технопарк и конференц залы. Кампус планируют полностью построить к 2027 году.

## Военный учебный центр
В марте 2020 года при САФУ был открыт военный учебный центр. В настоящее время там ведется обучение по четырем направлениям:
- Сапер (рядовой)
- Командир инженерно-саперного отделения (сержант)
- Командир отделения /начальник электростанции силовых и осветительных агрегатов (сержант)
- Военный психолог (лейтенант)

На 2024 год в центре проходит обучение 223 студента.

## Структура
В структуре университета 8 высших школ и 2 института:

| - Высшая школа информационных технологий и автоматизированных систем - Высшая инженерная школа - Высшая школа энергетики, нефти и газа - Высшая школа естественных наук и технологий - Высшая школа педагогики, психологии и физической культуры - Высшая школа рыболовства и морских технологий | Высшая школа социально-гуманитарных наук и международной коммуникации Высшая школа экономики, управления и права Гуманитарный институт (расположен в Северодвинске) Институт судостроения и морской арктической техники (бывший Севмашвтуз, расположен в Северодвинске) |

### Колледжи
При университете находятся три колледжа: «Технологический колледж Императора Петра I», «Северодвинский технический колледж», «Высшая школа рыболовства и морских технологий» (программы СПО), а также детский сад.

### Академический год
Учебный год делится на два семестра. Первый семестр длится обычно с сентября по декабрь; второй семестр — обычно с февраля по июнь. В первые дни января у студентов зимние каникулы. Летние каникулы приходятся обычно на июль-август.

### Филиалы и другие учреждения
Филиал САФУ находятся в Северодвинске, Коряжме и Ненецком АО. Одним из элементов инфраструктуры университета являются технологические центры: центр коллективного пользования научным оборудованием «Арктика», инновационно-технологический центр «Арктические нефтегазовые лабораторные исследования», центр космического мониторинга Арктики, центр исследования лесов, дендрарий. Планируются к созданию инновационно-технологический центр «Современные технологии переработки биоресурсов Севера» и центр патентования и защиты интеллектуальной собственности.

## Исследования
В САФУ проводится научная работа как в традиционных для университета отраслях, связанных с лесной, целлюлозно-бумажной и нефтегазовой промышленностью, так и в новых направлениях, определённых арктической специализацией университета.
Университет является учредителем пяти научных рецензируемых журналов: Arctic Environmental Research, Арктика и Север (RSCI), Вестник Северного (Арктического) федерального университета. Серия «Гуманитарные и социальные науки» (ВАК), Журнал медико-биологических исследований (ВАК), Известия высших учебных заведений. Лесной журнал (WoS ESCI).
Университет имеет собственный центр коллективного пользования научным оборудованием "Арктика".
Студенты, аспиранты и сотрудники университета регулярно участвуют в экспедициях по изучению арктических территорий и культуры Русского Севера.

## Рейтинги
Рейтинги ранее 2010 года относятся к АГТУ.
|                                                 | 2024      | 2023      | 2022      | 2021      | 2020      | 2019     | 2018  | 2017 | 2016 | 2014 | 2013 | 2012  | 2011  | 2010  | 2009  |
| ----------------------------------------------- | --------- | --------- | --------- | --------- | --------- | -------- | ----- | ---- | ---- | ---- | ---- | ----- | ----- | ----- | ----- |
| Международный рейтинг «Три миссии университета» | 1401-1500 | 1301-1400 | 1301-1400 | 1301-1400 | 1101-1200 | 901-1000 | N/A   | N/A  | N/A  | N/A  | N/A  | N/A   | N/A   | N/A   | N/A   |
| Рейтинг RAEX «100 лучших вузов России»          | <100      | <100      | 99        | 86        | 95        | 90       | 83    | 87   | N/A  | 94   | 90   | 79    | N/A   | N/A   | N/A   |
| Webometrics Ranking of World Universities       | N/A       | N/A       | N/A       | N/A       | N/A       | N/A      | N/A   | N/A  | N/A  | N/A  | N/A  | 4255  | 6387  | N/A   | N/A   |
| Национальный рейтинг университетов              | 72-73     | 76-78     | 70        | 66-67     | 75        | 66       | 58-60 | 89   | 64   | 65   | 65   | 56-60 | 69-70 | 53-56 | 41-45 |

## Международные партнёры
Университет сотрудничает с зарубежными вузами и организациями, участвует в международных образовательных программах и научных исследованиях, организует обмен и стажировки студентов.

### Международное сотрудничество
- США: университеты штата Мэн и Фарфилдский
- Германия: Университет прикладных наук Эмдена, высшие школы Киля и Ной-Бранденбурга, университет прикладных наук (Шмалькалден)
- Норвегия: Норвежский университет науки и технологий (Тронхейм), Университеты Ставангера[англ.], Тромсё, Университетские колледжи Будё, Гиовика, Лиллехаммера, Нарвика, Норд-Тронделаг, Тромсё, Хедмарка, Северный исследовательский институт NORUT[англ.] (Тромсё)
- Финляндия: Лапландский университет, университеты Хельсинки, Оулу и Йоенсуу; университеты прикладных наук Рованиеми, Кеми-Торнио, Оулу и Тампере, Финская школа малого и среднего предпринимательства Каухава;
- Швеция: Университет Средней Швеции, Умео, Шведский университет сельскохозяйственных наук Умео, Технический университет Лулео, Уппсальский университет
- Великобритания: университеты Данди и Абердина
- Польша: Ягеллонский университет и университет Познани
- Франция: университет Верхнего Эльзаса
- Нидерланды: университеты Гронингена и Твенте
- Корея: Университет Сонгюнгван
- Китай: Пекинский лесотехнический университет[англ.]

## Известные преподаватели и выпускники
- См. Категория:Преподаватели Северного (Арктического) федерального университета
- См. Категория:Выпускники Северного (Арктического) федерального университета